# Amphineurus longipes
Amphineurus longipes är en tvåvingeart som först beskrevs av Philippi 1866.  Amphineurus longipes ingår i släktet Amphineurus och familjen småharkrankar. Inga underarter finns listade i Catalogue of Life.